# تاریخ گوریو
تاریخ گوریو، گوریو-سا (انگلیسی: Goryeosa) اصلی‌ترین تاریخ باقی مانده از امپراتوری گوریو (۹۱۸–۱۳۹۲ میلادی) در کره است. این کتاب تاریخی تقریباً یک قرن پس از سقوط گوریو، در زمان سلطنت پادشاه کره، سجونگ کبیر نوشته شده‌است. پادشاه دستور داد کمیته محققان به رهبری کیم جونگ سه‌ئو و جونگ اینجی براساس منابع اولیه و ثانویه‌ای که در حال حاضر دیگر موجود نیستند این کتاب را تدوین کنند. گوریو-سا، با استفاده از خط هانجا نوشته شده، شامل ۱۳۹ جلد است.